# チャム族

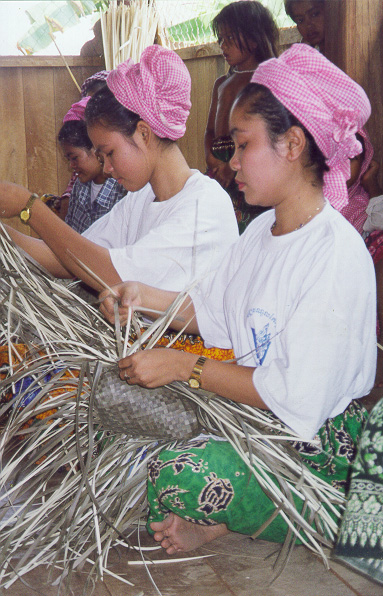
かごを編むチャム族の女性

チャム族（チャムぞく、占族、ベトナム語：người Chăm / 𠊛占, 仏領期・南越期の表記は người Chàm）は、主にカンボジア及びベトナム（越南）の中部南端および南部に居住する民族。旧・占城国（Campanagara, Nagar Cam）の主要民族。チャンパ人、占城人。日本の朱印船貿易史料や『華夷變態』などでは、「占城人」の読みは「チャンパンじん、チャンパンびと」である。

## 概要

### 略史
チャム（含むフロイ）は、ジャライ、エデ、チュルー、ラグライなどチャム語支の話者集団とともに、2世紀から7世紀まで林邑国の、7世紀から14世紀まで占城国（Campanagara, Nagar Cam, チャンパ王国）の主要民族であった。チャムの国、占城は、「都市国家・占城」を中心とするマンダラ国家（小王国の連合体）であった。文化としては舞踊と音楽、産業としては織物業や窯業が盛んで、一弦琴カニーが普及し、レンガ造りの壮麗なヒンドゥー建築をサンスクリット碑文とともに各地に残し、その陶磁器は山地民の間で威信財として流通し、その綿織物は占城裂（せんじょうぎれ、ちゃんぱんぎれ）の名で日本にも輸入された。唐代の占城は、占城のほかに林邑、崑崙、環王、奔陀浪など複数の漢字国名を使用しており、『旧唐書』や『新唐書』の撰者たちは南方の属領であった奔陀浪を除きこれらの国名を占城の異なる時期の国名と考えた。しかし、そうではなく、奔陀浪を含め、林邑、崑崙、環王は占城国内に同時期に存在した国内国（小王国）だった可能性がある。遣唐使・平群広成らが唐の玄宗皇帝開元23年（735年）に漂着した崑崙は、唐の張九齢らの記録では林邑（チャンパ）またはその一部であった。延暦18年（799年）に日本の幡豆海岸に漂着して綿を伝え一弦琴を演奏した崑崙人も、それらがチャム文化を代表するものであるため、チャム人（チャンパ人）だった可能性がある。『宋史』によれば、宋代の占城は北王国（烏里州、旧州）、南王国（施備州、新州）、山の国（上源州）、南属領（パーンドゥランガ州＝パンラン道）などから成り、「都市国家・占城」は新州にあった。1471年の新州（闍槃）王国滅亡以降、占城は新州を含む本領をすべて喪失した。今日のフロイは占城の本領に残った山地民の後継者である。一方、今日のチャムやチュルー、ラグライは1397年に新州（闍槃）の「ジュク  Jek 」にほろぼされた小王国「アグイ Bal Anguei」の遺民が1433年に南属領「パンダラン Pangdarang」に移って再建した後期占城国および順城鎮（1433-1693, 1695-1832）の後継者である。

### ベトナム阮朝によるチャムの四分類
『大南寔録正編』第一紀、第二紀によれば、19世紀のベトナム阮朝はチャムを慣習（アダット）に従って「蛮、占、尼、藍」に四分類した。中部、ビンディン省及びフーイエン省（平定省・富安省）のチャムはマン（蛮＝山地民の意、フロイ集団 Hroi）と表記された。中部南端、パンラン・クロン・パリク・パジャイ四道＝いまのニントゥアン省（寧順省）及びビントゥアン省（平順省）のチャムはバチャム（占または婆占 Bacam）及びバニー（尼または婆尼 Bani）と表記された。南部、タイニン省（西寧省）及びアンザン省（安江省）チャウドック地方のチャムはラーム（藍、おそらくは伊斯藍の略、今のシャーフィイー）と表記された。1695-1832年まで存続したチャム最後の王朝「順城鎮」では、ラグライなどの山地民（同様に蛮と表記されたが、フロイではない）と、占、尼が「順城民」としてチャム王（順城鎮王）の臣民とされた。チャム・ベト族のクレオールであるキンキュウ（京旧 Kinh Cựu）も順城民とされ、阮朝直轄領のベト族（18世紀「占婆王府档案」上の漢字表記は華民、漢民または安南民）と比べ、税制上若干の優遇があった。鄭懐徳 Trịnh Hoài Đức の『嘉定城通志』（1820）によれば、南部、タイニンの山地民および平地民も順城民としてチャム王（順城鎮王）の統治下にあった。当時のタイニンの平地民がバニーであったかラーム（シャーフィイー）であったかはよくわからない。現在、タイニンの平地少数民族（チャム）はすべてイスラーム（シャーフィイー法学派）に属する。

### 20世紀末～現在のチャムの人口
1999年のベトナム社会主義共和国人口住居センサス（民族別人口統計）によれば、チャムの人口は約10万人であった。宗教別人口統計に基づくその内訳は、南中部（ビンディン省、フーイエン省）にフロイが約1万人、中部南端（ニントゥアン省・ビントゥアン省）にバチャムが約4万人、バニーが約3.5万人、イスラーム（シャーフィイー）が約5000人、南部のタイニン省・ホーチミンシティーとアンザン省にシャーフィイー集団が約1万人（トータルで約1.5万人、この中にはチャム語を話さないチャヴァクーを含む）であった。このころ、カンボジア国内には、正確な統計はないものの、ムスリム（チャム、ムラユ、チャヴァクーを合わせて）約20万人が暮らしているといわれていた。
20年後、2019年のベトナム人口住居センサス（民族別人口統計、pp.43–44）によれば、チャムの人口は約18万人である。宗教別人口統計（p.211）から推測したその内訳は、フロイが約2万人、バチャムが約7万人、バニーが約6万人、イスラーム（シャーフィイー）が約3万人である。国内移動・就労の自由が大幅に緩和されたことから、若者を中心に、地方に住民票を置いたまま、ホーチミンシティーとその衛星都市で暮らす者が増え、地方在住のチャムは実質的に人口減少をおこしているが、センサスにはそのことが反映されていないと考えられる。カンボジア政府は民族別人口統計を公表していないが、2013年の カンボジア王国インターセンサル人口調査最終報告 は宗教別人口比率を公表している。それによれば、2008年から2013年までの5年間で、国内のムスリム人口の比率は、総人口の伸びに反比例して極端に低下しており（2008年:1.9%→2013年：1.1%）、人口比率から推測したカンボジア・チャムの人口は、同時期のベトナムとほぼ同じ約16万人であり、2020年現在もベトナムとほぼ同じ約18万人と推測される。この人口減少も、南タイやマレーシアなど海外での就労の機会が増えたことから、若者を中心に国外で暮らす者が増えたためと考えられる。
ベトナム・カンボジア両国において、チャヴァクーを除くチャムは、学校や職場などの公的な空間では公用語であるオーストロアジア系のベトナム語やクメール語を話し、村落ではオーストロネシア系チャム語支のチャム語を使用する。文字として、ベトナム式ローマ字（クオックグー文字）、クメール文字のほか、アカンシャハ、フルフジャウィーなどいくつかの書体のチャム文字（インド文字及びアラビア文字）を使用する。アラビア語表記に使用する文字はアカンジャヴァーといい、フルフジャウィーとは峻別される。呪文などに使用する文字はアカンリッと呼ばれ、古ジャワ文字や、現代クメール文字のムール体に非常に近い。チャム語支にはチャムとフロイのほかジャライ、エデ、ラグライ、チュルーなどの山地民族が含まれ、チャム語支の話者人口は総勢100万人近い。このほか、チャムとのクレオールだったベト族のキンキュウ人、クメール語の方言を話すシャーフィイー法学派のチャヴァクー（ジャワクル）や、宋代に中国海南島に移住した回族（烏占人、いまはハナフィー法学派に属する）も広義のチャムである（en:Utsulの項目を参照）。前マレーシア連邦首相アブドラ・バダウィは近代に海南島から彼南島（プラウ・ペナン）に移った海南チャム（en:Abdullah Ahmad Badawiによると父方の曾祖母＝父方の祖父の母）の後裔である。南タイ（パタニ県周辺）及び北マレーシア（クランタン州周辺）に、19世紀以降に移住したチャムが、1975年以降にベトナム・カンボジアから渡来したチャム難民の子孫や、2000年以降に主にカンボジアから渡来したチャム労働者たちと混ざり合って生活している。

### 近代におけるチャムの独立運動

チャンパ中央高地共和国臨時政府が使用した旗

チャムは10世紀頃からイスラーム教を受容し、現在はベトナムやカンボジアの少数民族として存続している。近代におけるチャムの独立運動として、ベトナム戦争の最中に存在したチャンパ解放戦線（1962年 –1964年）、及びFULRO（ベトナム・カンボジア被抑圧諸民族闘争統一戦線）中部高原方面軍イーバム・エニュオル議長が樹立した「チャンパ中央高地共和国臨時政府」（1964年 - 1965年）がある。チャム語支やバナ語支に属する、複数の異なる言語・宗教・信仰をもつ人々が大同団結して戦った。FULRO 中部高原方面軍本隊は1969年に南ベトナム大統領グエン・ヴァン・ティエウに投降し、イーバム議長（エデ族、カトリック）も1975年にポル・ポト派に殺害された。しかし、中部高原方面軍カンボジア残存部隊のペン・アユンは1992年に国連カンボジア暫定統治機構 (UNTAC) 事務総長明石康に投降するまで、ベトナム残存部隊のトゥーニット・デン（コホー族、プロテスタント）は1995年にベトナム社会主義共和国国家主席レー・ドゥク・アインに投降するまで、20年にわたりゲリラ戦を継続した。

## 宗教

### ヒンドゥー教
チャムの間に最初に広まった宗教はヒンドゥー教シヴァ派である。フランス人研究者及び植民地官僚は、近代チャムの非イスラム的な信仰をブラフマニスム（バラモン教）と呼ぶが、これはヒンドゥー教と同義ではなく、チャムの創造主ポークック Po Kuk（アッラーと同一視される）がもつブラフマン的な性格に基づく命名と考えられる。ブラフマンに関するヒンドゥー教の根本文献「ブラフマスートラ」のもっとも有名な注釈者シャンカラは、自身を「わたしはシヴァ神である」と名乗っており、梵我一如の梵はシヴァをも包摂する唯一神的な神であって、イスラームとも通底する。（ブラフマン［梵、婆羅門］は、ブラフマー［梵天、婆羅門天］やブラフマナ［婆羅門祭司］の語源ではあるが、それとはまったく異なる観念である。）ヒンドゥー教の導入とほぼ同時に、上座部仏教、大乗仏教も流入した。大食（タージー、アラブ人）商人が中国への交易の途上で寄港するようになると、イスラーム教が浸透した。シヴァ神は男神ポークロンガライ Po Klaong Garay、ポーダム Po Dam (Po Adam)、ポーロメ Po Romé、ポークロンムフナイ Po Klaong Mâh Nai など王家の祖先神と同一視され、大地女神ポーイヌーヌガン Po Inâ Nâgar、ポーサハイヌー Po Sah Inâ などと共にパンラン、パリク（ニントゥアン省･ビントゥアン省）各地のチャンパ古塔において祭祀が継続されている。ポーサハイヌー王女は15世紀初めのイスラーム伝道者ポーハニインパン Po Haniim Per の妻である。現在のチャムも依然としてシヴァの象徴であるリンガを祀るが、シヴァという神名はナモーシバーヤ Namâ Sibaya などの聖句、頌句にわずかに痕跡を残すのみで、シヴァ神の名も使用されず（ポーギヌウンムチー Po Ginuer Matri と呼ばれる）、シヴァリンガは王家の祖先の象徴として祀られている。

### イスラーム教
上記のように、チャム共同体は近世以来「蛮」フロイ、「占」バチャム、「尼」バニー（含むカンボジアのカンイマムサン Kan Imam San）、「藍」イスラーム（ベトナム及びカンボジアのジャウィー化したシャーフィイーの人々を指す。海南のオチャ U-Tsatも1930年代の記録ではシャーフィイーであった）の四集団に分けられる。バチャムとバニーの信仰は、アニミズム（祖霊信仰）と習合したアッラー信仰である。非チャムの山地民であっても、チュルーやラグライなどの中には、カトリック・プロテスタントへの改宗以後も、キリスト教的な神とは別に、アニミズム的な神アッラーへの信仰を維持する人々がある。チャムであり、かつ山地民と国から認定されているフロイについては、イスラーム化した後でモン・クメール系の山地民バフナル（バナ、バナール）と共存しバフナル化する中で祖霊信仰にもどったのか、もともイスラーム化されていなかったのか不明であるが、アッラー信仰の存在は確認されていない。
『宋史』によれば、チャムの国家（チャンパ、占城）はすでに宋代（11世紀）においてイスラーム化が相当進み、朝貢使の多くがアラビア語名を持つ。チャムのイスラーム信仰においてはアリーが極めて重視される。アル・ディマシュキーの『コスモグラフィー』（1325-1327ごろ）にはヒジャーズにおけるアル・ハッジャージの追討から逃れてアッ・サンフ（チャンパ）に渡った７世紀アリーユーン派（初期シーア派）の亡命伝承が載せられている。『占皇家編年史』（チャム王年代記, Sakkarai dak rai patao Cam）や、サカヤーがパンラン Pa-nrang、パリク Parik 地方で収集した伝承では、チャムのイスラームは、ジュクに滅ぼされて南属領のパンランに逃げた旧チャンパー・アグイ王国 Bal Angueiの王族と遺民に、最初期のイスラーム伝道者ポーシワンのふたりの子、ポーハニインパン Po Haniim Per とポークロンバラウ Po Klaong Barau の兄弟が伝えたものである。
1930年代の調査では、13世紀末に占城から海南に移住したとの伝承を持つ海南チャム（オチャ U-Tsat）はシャーフィイーであったため、宋代～明代の占城のイスラムもシャーフィイーだったと考えられる（現在の海南チャムはハナフィー集団に属する）。ポーシワンの「シワン」Siwan はNursawan, Nursiwan の異表記であり、イランの英雄王ホスローの別名アヌシルワン Anusirvan が変化したもので、イランまたは中央アジアの出自と考えられるため、これをジャワの初期イスラム伝道者スナン・グレシク（Sunan Gresik, Asmarakandi、中央アジア・サマルカンドの出身と考えられる）と同一人物に比定する意見もある。宗教職能者として、祖先祭祀を司るバチャムのアヒイン Ahiér < akhir（最後の人々）各職階と、アッラー祭祀を司るバニーのアワン Awal < awwal（最初の人々）の各職階がある。アワンの各職階はイムム（イマーム）など一般的なイスラームの職階と共通するものが多い。

### 異なる信仰・宗教共同体の間での通婚
ベトナム政府宗教班の「公認された各宗教組織名冊」（2020.3.1更新）は、フロイを除くチャムの諸集団を、バラモン教、バニー回教、イスラームに三分類する。これは阮朝のチャムに対する四分類「蛮、占、尼、藍」（マン、バチャム、バニー、ラーム）から蛮を除いたものとほぼ等しい。かつてはチャムとベト族（キン）の通婚や、チャム内部でもバチャムとバニーの通婚はタブーとされていたが、現在ではチャム内部の通婚はむしろ歓迎される。しかしバニーとイスラーム（シャーフィイー）の通婚はいまも難しい。一方、他民族とはいえ、山地民族は同胞と考えられており、経済･文化格差による差別はあるものの、通婚は問題ないとされる（チャムがラグライなどを養子にする伝統もある）。フロイは居住地がほかのチャム（バチャム、バニー、イスラーム）から離れているため通婚・交渉はあまりない。
ベト族においても、パリク道（いまビントゥアン省バクビン県）のキンキュウ（京旧：チャムとベト族のクレオール）の４集落：遵教村（いま Thôn Thái Hòa - Xã Hồng Thái）、新睦村（いま Thôn Thái Bình - Xã Hồng Thái)、春光村（いま Khu Phố Xuân Quang - Thị Trấn Chợ Lầu), 春会村（いま Khu Phố Xuân Hội - Thị Trấn Chợ Lầu)では、チャムとの通婚が普通に行われる。また、パジャイ道（いまビントゥアン省ハムタン県及びハムトゥアンナム県）の2集落：扶持村（Palei Bhumi＝ Thôn Phò Trì）と合義村（Palei Mâli＝ Thôn Hiệp Nghĩa）は、宗教上はほぼ純粋なチャム集落（バニー回教）であるが、血統上はチャムとベト族のクレオール集落となっている。
1975年4月の社会主義革命以降、地方政府・党支部とチャムの諸宗教とくにイスラーム（シャーフィイー）の対立が深刻になり、中央政府・党としてシャーフィイーとの対立解消に努めたことが、ベトナム共産党の「チャム同胞に対する工作に関する指示」（1983）に看取される。政府宗教班による「バラモン教、バニー回教、イスラーム」の公認は、1970－80年代の社会主義建設にあたり共産党が民間信仰を著しく制限する中で、祭祀継続のため、政府・党側とチャム側の双方で歩み寄った末の苦肉の策という側面もあった。バチャムの信仰はバラモン教と呼ばれるが、上記のように、その命名はチャムの創造主ポークック （アッラーと同一視される）がもつブラフマン的な性格に注目したためであり、現存するバチャムの祭祀文献にはヒンドゥー教やバラモン教に関するものはほぼ皆無である。フランス植民地時代の慣習的呼称 Les Chames Brahmanistes を踏襲する形で、現在のベトナム政府も行政上の規定としてバチャムの人々を「バラモン教徒」と規定する。

### 宗教別人口
すべてのベトナム社会主義共和国公民は地方公安局から人民証明書または人民根脚書を交付され、本人の両親の既存情報と本人の申告に基づいて、氏名、性別、生年月日、出生地、民族、信仰する宗教、身体特徴、ほくろ、指紋などの認証情報が登録されている。フロイと共産党員を除くチャムは、たいていの場合、宗教欄にバラモン教、バニー回教、イスラームのいずれかを申告する。ベトナムの宗教別人口は国勢調査によるものが公開されているが、ベトナム公安省および政府宗教班じたいは人民証明書台帳に基づくベトナム宗教人口統計を公表していない。バチャムとバニーはもともとほぼ同数と考えられるが、1999年の人口住居センサスにおける宗教別人口統計は、バチャム（宗教欄上はバラモン教）の人々から大量の無宗教申告者が出たために、そこから推測されるバチャムとバニー＋シャーフィイーの比率は3:7であった。2019年の人口住居センサスにおける宗教別人口統計では、無宗教申告者が大幅に減ったと思われ、推測されるバチャムとバニー＋シャーフィイーの比率は48（64,547人）:52（70,934人）である。ベトナムにおけるバニーとシャーフィイー、及びカンボジアにおけるカンイマムサン（バニー）とシャーフィイーの人口あるいは人口比率は公表されていない。

### ふたりのトゥアンフォーによる反乱
ベトナム南部、タイニン省・アンザン省・ホーチミンシティーのシャーフィイー法学派集団は、アッラーに帰依し、カンボジアやマレーシア、インドネシア、ハドラマウト地方など世界のシャーフィイー・ムスリム共同体とつながりをもつ。インラサラーが収集した伝承によれば、1790年代、メッカ（マカハ、おそらくはクランタン）から来たと自称するトァアンフォー Tuen Phaow（大南寔録前編では鑚扶）がパンラン、パリクでイスラム復興運動を行い、バニーの信仰を改革しようとして当時のチャム王と阮朝に対し反乱を起こした。この復興運動はシャーフィイー法学派の正しい信仰生活を復興しようとしたものであり、戦いに敗れたトゥアンフォーは信徒のチャムや山地民とともにカンボジアに逃げた。1810年ごろのカンボジアのムスリム廷臣として同名のトゥアンフォー Tuan Pho がいるが、ふたりが同一人物であることは証明されていない。この（カンボジア廷臣であったほうの）トゥアンフォーの息子たちが1840年代に当時のカンボジア王と越軍（阮朝のカンボジア駐留軍）に対して反乱を起こしたとき、ふたりのチャム貴族、ジャ・イン Ja In とジャ・バイ Ja Bai が数千人のチャムを率いて、張明講が率いる越軍とともにカンボジアからベトナム南部（メコンデルタのチャウドック）へ退却・亡命した。

### バニーとシャーフィイーの関係
ベトナム中部、ニントゥアン省・ビントゥアン省のバチャム、バニーおよび非チャムのチュルー、ラグライは、上記のアッラー信仰を持つが、バニーを除き帰依儀礼や割礼を行わない。バチャム集団では自身によるムスリム的な儀礼はほとんど行われず、バニー集団の儀礼へ参与するかたちをとる。そのバニー集団においても一般人は六信五行などのイスラム信仰実践を行うことが少なく、酒も豚肉もある程度許容され、アワンと呼ばれる宗教職能者階層だけが六信五行を比較的厳格に実行する。カンボジアには上記のように民族別人口統計は無いが宗教別人口統計があり、全人口の約1.1%がイスラムで、これがほぼカンボジア・チャムに相当し（含む、ムラユとチャヴァクー）、うち、90%がシャーフィイー、10％がバニー（カン・イマム・サン）と考えられている。ベトナムでは、トゥアンフォーによる宗教改革の約200年後、1960～70年代のパンラン、パリク（ニントゥアン省・ビントゥアン省）で、外部から来たチャムや外部と接触してシャーフィイーにもどったチャムにより、再びバニーからシャーフィイーへの改宗運動が行われて、一定数の信者を獲得した（バチャムに対しては改宗運動は行われなかった）。パンラン、パリクの多くの集落で、バニーの聖堂とシャーフィイーの聖堂は別個に存在し、両方の信者たち（その多くは本来は親戚同士である）の関係は緊張状態にある。カンボジアでは、激しい宗教弾圧を行った民主カンボジアのポル・ポト（クメール・ルージュ）政権下で多くのチャムが虐殺されたが、犠牲になったチャムは多数派シャーフィイーであり、少数派バニー（今のカンイマムサン）の人々は不信心者と見なされて、虐殺を免れたといわれる。

## 文化
チャムはオーストロネシア系（インドネシア系、マレー系）の言語を話し、その形質を持つ。同じオーストロネシア系の言語話者の中では、メラネシア人（形質的にはパプアに近い）やミナンカバウ人が母系制度を採ることで知られる。チャム及びチャム語支の話者もまた、すべて母系制度を採る。家・財産を守るのは女性の役目である。結婚後は、夫が妻方の住居に入る。従って、家督や母系氏族名も王族を始めとして女性の子孫が引き継ぐ。ただし、ベトナム阮朝が1832年以降に普及させた漢字姓の継承については、1975年の社会主義革命以前は双系制（男は父の姓を、女は母の姓を継ぐ）であり、今は漢字姓の継承は父系制が普通である。例えば、王族の姓は本来グエン（阮氏）であり、王家の次期当主は彼女の父（母・女王の夫）の姓であるロー（盧氏）を継ぐ Lư Nguyễn Hương Diễm（盧阮香艶）王女である。このように、漢字姓だけを見ると王家が交替したように見えるが、母系相続は不変であるため、王家がポークロンムフナイ家という母系氏族であることに変わりは無い。チャム文化の中心は祭祀文化であり、そのための絵画、音楽、舞踊、食文化、香料、薬草、焼物（サカヤー及び平野裕子による研究）、織物（タイン・ファン及び岩永悦子による研究）など、高度な有形文化、無形文化を維持する。彫刻・建築は近代にいったん廃れたが、塑像は焼物村におけるテラコッタなどを中心に復興され、建築においてもタイン・チェー・フオンによる復興の試みがある。

## 研究
近代におけるチャムに関する言語学的・人類学的な研究は1830年代に明命帝が置いた四訳館におけるチャム語学習を嚆矢とし、Nguyễn Văn Siêu（阮文超）による漢籍チャム写本を参照した「順城遺事」（1867ごろ）があり、また Trương Vĩnh Ký（張永記）の仏文・漢文二か国語書目「士載書譜」（1898ごろ）の中に19世紀末のチャム語学習ノートが挙げられている。近代的辞書の編纂と人類学的研究はチャム女性と結婚したフランス軍人 Etienne Aymonier によって1885年ごろから始められ、Antoine Cabaton, E. M. Durand、Paul Mus, Bố Thuận (布順、Aymonier の子), Gerard Moussay, P. B. Lafont らフランス人および仏越クレオールによる写本研究と人類学調査の成果を対照した報告がある。1930年代までのフランス人言語学者・人類学者による著作は坪井九馬三、松本信広、ガスパルドヌ嘉津子（村松嘉津）によって日本でも紹介された。ベトナム人（ベト族）言語学者・人類学者として、1975年以前には Nguyễn Khắc Ngữ, Nghiêm Thẩm, Phan Lạc Tuyên, Nguyễn Văn Luận, Bình Nguyên Lộc があり、1975年以降も Trương Đình Hy, Phan An, Phan Xuân Biên, Phan Văn Dốp, Đoàn Văn Phúc, Nguyễn Văn Lợi, Bùi Khánh Thế, Hải Liên, Phan Quốc Anh らがあって、参与観察や統計分析、語音分析、音楽分析などの手法で研究を行った。
チャム出身で、チャム語・チャム文字を読むことができ、チャム写本を参照しながら人類学的な研究を進めた文献学者・人類学者として Abud-al Hamid (Dohamide / Đỗ Hải Minh), Abud-al Rahim (Dorohiem / Đô Rô Hiêm), ポーダルマー (Po Dharma, Quảng Văn Đủ), Jaya Amil Apuei (Sử Văn Ngọc), Bố Xuân Hổ (布春虎, Aymonier の孫), Nguyễn Thị Bạch Cúc, タイン・ファン (Gru Hajan, Thành Phần), インラサラー (Inrasara, Phú Trạm), Ja Samad Han (Phú Văn Hẳn), サカヤー (Sakaya / Trương Văn Món) などがある。タイン・ファン、タイン・チェー・フオン（Sing-ha, Thành Chế Phương）は祠堂や民家の復元的な研究を行っている。
日本人・日系人によるチャム写本研究として、石澤良昭「チャム写本分類」（1980）があり、チャム語テキスト・辞書として、川本邦衛「チャム語階梯」（1970）、サカヤーおよび新江利彦「チャム語教程」「チャム語語彙集」（2014-2015）があり、本多守によるチャム神話の翻訳や田添暢彦による海南チャム語（回輝話）の民話や類別詞研究がある。また、中村理恵、平野裕子、吉本康子、大川玲子、岩永悦子、エミコ・ストック、カオリ・ウエキ、ムツミ・オオイらによるベトナム及びカンボジア・チャムの言語学的、人類学的研究がある。